# John Gordon, 1. Baronet (of Haddo)
Sir John Gordon, 1. Baronet (* 1610; † 19. Juli 1644 in Edinburgh) war ein schottischer Adliger und royalistischer Offizier während der Kriege der Drei Königreiche.

## Leben
John Gordon gehörte einer Nebenlinie des Clan Gordon an und war der Sohn des George Gordon, Younger of Haddo († 1610), aus dessen Ehe mit Margaret Bannerman. Sein Vater war der älteste Sohn und Erbe von James Gordon († 1624), Laird von Haddo und Methlick, beide in Aberdeenshire. Da sein Vater bereits im Jahr seiner Geburt starb, fielen ihm 1624 die Ländereien seines Großvaters zu.
Als sich nach 1637 der Aufstand der Covenanters gegen die Religionspolitik König Karls I. ausbreitete, gehörte Gordon zu einer Reihe von Lairds im Nordosten Schottlands, die den König unterstützen wollten, aber über die mangelnde Führung seitens des Oberbefehlshabers der Royalisten in Schottland, George Gordon, 2. Marquess of Huntly, frustriert waren. Sie unterzeichneten Ende 1638 einen Pakt zur Unterstützung Karls I., waren jedoch im April 1639 gezwungen, den nationalen Covenant seiner Feinde zu unterzeichnen. Allerdings führten Gordon und Sir George Ogilvy of Banff am 14. Mai 1639 im Morgengrauen einen Überfall auf Turriff in Aberdeenshire durch, wo die Lairds der Covenanters eine Steuer erheben sollten. Die Royalisten zwangen die Covenanters zu einer chaotischen Flucht und rückten vor, um Aberdeen für mehrere Tage zu besetzen, aber die Covenanters zogen schnell stärkere Truppen zusammen und zwangen die Royalisten, sich zu zerstreuen.
Als der Konflikt 1640 wieder aufflammte, mussten sich Gordon und andere, die zunächst trotzig waren, im Juni 1640 einer Armee der Covenanters ergeben. Sie wurden im Tolbooth von Edinburgh inhaftiert und Gordon wurde mit einer Geldstrafe von 2000 Merks belegt. Früher als seine royalistischen Kameraden wurde er durch Vermittlung seines Neffen zweiten Grades, William Keith, 6. Earl Marischal, der auf Seiten der Covenanters stand, freigelassen und folgte diesem nun, um eine Plünderung seiner Ländereien zu vermeiden. Er geriet jedoch bald in weitere Schwierigkeiten, als er am 28. November 1640 in einen Kampf mit Sir William Forbes of Craigivar, einem führenden örtlichen Covenanter, verwickelt wurde. Anfang 1641 wurde ihm auferlegt, denen, deren Ländereien er geplündert hatte, eine hohe Entschädigung zu zahlen 1639 und 1642 wurde eine Strafverfolgung gegen ihn wegen Mordes an einem der 1639 in Turriff Getöteten eingeleitet. Bei einem Besuch beim König in England verlieh ihm dieser als Belohnung für seine Treue am 13. August 1642 in der Baronetage of Nova Scotia den erblichen Adelstitel Baronet, of Haddo in the County of Aberdeen. Zurück in Aberdeen brachte ihn ein Streit mit einem ehemaligen Bailli der Stadt erneut in den Ruf eines Unruhestifters. Da er im Juni 1643 nicht zur Ständeversammlung erschien, wurde ihm eine Geldstrafe von 20.000 Merks auferlegt.
Als sich die schottischen Covenanters vorbereiteten, in den englischen Bürgerkrieg einzugreifen, um das Parlament gegen den König zu unterstützen, demonstrierte Gordon seinen Widerstand, indem er den neuen Solemn League and Covenant am 29. Oktober 1643 anprangerte, als in seiner Pfarrkirche in Methlick ein Eid zu Bekräftigung dieses Abkommens geleistet werden sollte. Am 17. Januar 1644 wurde versucht, ihn in seinem Tower House in Kellie bei Haddo zu verhaften. Dies scheiterte, was nicht überraschend war, da die Verhaftung von Sir Alexander Irvine of Drum, Sheriff von Aberdeen, angeführt wurde, der Gordons royalistische Sympathien so sehr teilte, dass er am 19. März 1644 zusammen mit Gordon und anderen Aberdeen überfiel und eine Reihe führender Covenanter-Bürger entführte. Gordon hoffte, dass der Überfall den Marquess of Huntly zum Handeln bewegen würde, doch obwohl er Aberdeen einige Tage lang halbherzig besetzte, zog er sich dann zurück. Als die Covenanters eine Armee unter Archibald Campbell, 1. Marquess of Argyll, nach Norden schickten, verschanzte sich Gordon in seinem Haus in Kellie und wurde dort belagert. Da keine Hoffnung auf erfolgreichen Widerstand bestand, ergab er sich am 8. Mai. Erneut wurde er im Tolbooth von Edinburgh inhaftiert. Nach einem kurzen Prozess vor dem schottischen Parlament wegen Anklagepunkten aus den Jahren 1639 bis 1644 wurden er und ein Diener, John Logie, zum Tode verurteilt. Bevor er am 19. Juli 1644 auf dem Marktplatz von Edinburgh enthauptet wurde, erwirkte er noch, die die im April gegen ihn verhängten Exkommunikation aufgehoben wurde.

## Ehe und Nachkommen
1630 hatte er Mary Forbes, Tochter des William Forbes, 8. Laird von Tolquhoun, geheiratet. Mit ihr hatte er fünf Söhne und zwei Töchter:
- Sir John Gordon, 2. Baronet (um 1632–1665)
- Patrick Gordon (um 1635–vor 1644);
- George Gordon, 1. Earl of Aberdeen, 3. Baronet (1637–1720), ⚭ 1671 Anne Lockhart;
- Charles Gordon (nach 1638–nach 1659), Kaufmann in Edinburgh;
- James Gordon (nach 1639–nach 1683), Gutsherr von Saphak;
- Janet Gordon ⚭ Sir Robert Innes, 3. Baronet;
- Jean Gordon ⚭ 1655 John Forbes.